# Ptilodactyla nitida
Ptilodactyla nitida is een keversoort uit de familie Ptilodactylidae. De wetenschappelijke naam van de soort is voor het eerst geldig gepubliceerd in 1775 door Charles De Geer.